# Phrynobatrachus mababiensis
Phrynobatrachus mababiensis là một loài ếch trong họ Petropedetidae.
Nó được tìm thấy ở Angola, Botswana, Cộng hòa Dân chủ Congo, Kenya, Malawi, Mozambique, Namibia, Nam Phi, Swaziland, Tanzania, Zambia, Zimbabwe, có thể cả Ethiopia, có thể cả Sudan, và có thể cả Uganda.
Các môi trường sống tự nhiên của chúng là xavan khô, xavan ẩm, vùng đất có cây bụi nhiệt đới hoặc cận nhiệt đới, vùng cây bụi ẩm khu vực nhiệt đới hoặc cận nhiệt đới, đồng cỏ khô nhiệt đới hoặc cận nhiệt đới vùng đất thấp, đồng cỏ nhiệt đới hoặc cận nhiệt đới vùng ngập nước hoặc lụt theo mùa, sông, đầm nước, hồ nước ngọt, hồ nước ngọt có nước theo mùa, đầm nước ngọt, đầm nước ngọt có nước theo mùa, đất canh tác, vùng đồng cỏ, vườn nông thôn, khu vực trữ nước, ao, đất nông nghiệp có lụt theo mùa, và kênh đào và mương rãnh.

## Hình ảnh

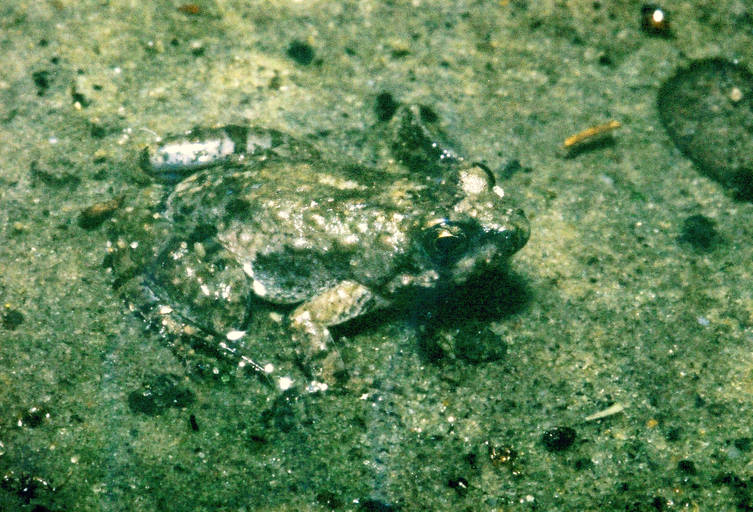
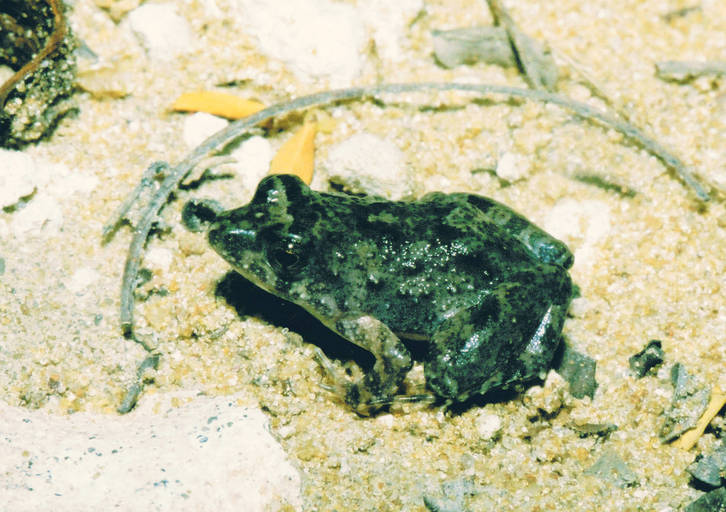
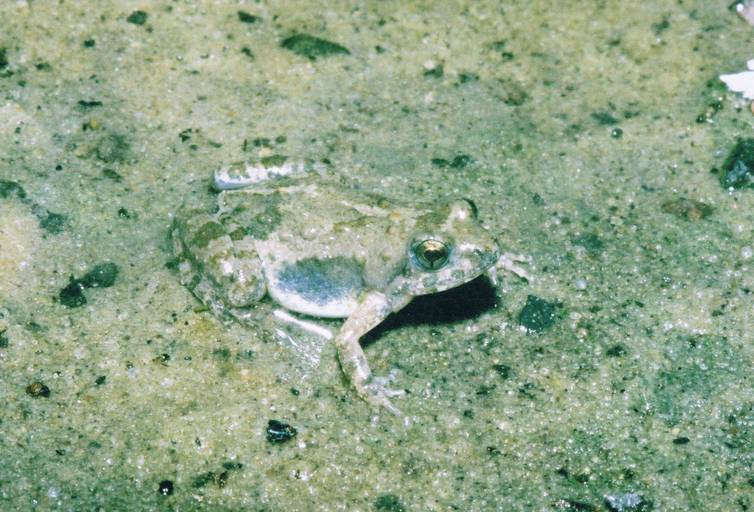
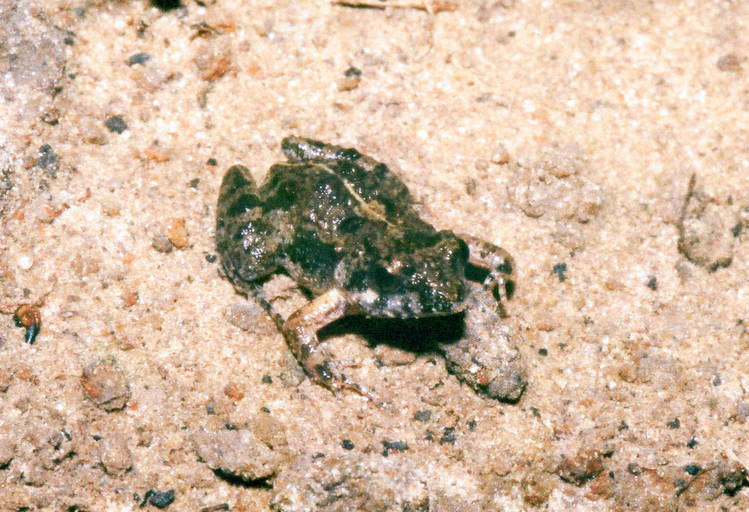